# Birger Anneus Hall
Birger Anneus Hall (Vefsn, 10 september 1858 – Trondheim, 26 juli 1927) was een Noors predikant, zeemanspriester in het Verenigd Koninkrijk en schrijver van een aantal boeken en hymnen.

## Achtergrond
Birger Anneus Hall werd geboren binnen het gezin van proost Hans Hall en Paulina Irgens Holmboe Jensdatter Stoltenberg. Zijn oudere broer Anton Christian Hall werd hofpredikant, Isak Muus Hall was apotheker en vader van componiste Pauline Hall, broer Karl Hall was succesvol zakenman. Birger huwde in 1883 Ellen Falk (18 februari 1861-18 maart 1910) en kreeg acht kinderen. In 1912 hertrouwde hij met Augusta Jacoba Klem (geboren in 1868)

## Leven
Hij kreeg zijn opleiding aan de Aars og Voss' skole in Oslo, destijds Christiania. Toen hij daar in 1876 klaar was ging hij sturen aan Det Kongelige Frederiks Universitet. Halls familie zat vol met amateurmusici en zo speelde hij in Oslo samen met de latere bisschop Tandberg, priester Lexow Brock en ook zijn broer Anton Christian Hall. Hij studeerde in 1881 af en kon vervolgens onder aanbeveling van Johan Storjohann aan de slag als theologisch medewerker in een zeemanskerk in Londen, destijds onder leiding van Andres Grondahl. Daarna werd hij uitgezonden naar Cardiff, waar hij van 1885 tot 1890 werkte. Hij was daar de oprichter van Broderkretsen på Havet en hij begon te werken aan zijn psalmenboek Sjømænds Harpe. Dat boek werd drie keer los uitgegeven voordat het werd opgenomen in het Landstads kirkesalmebog.
Van 1890 tot 1897 was hij secretaris van de Luther Forlag (vertaling: Lutherse uitgeverij). Hij richtte voorts nog een Arbeidersvereniging op (1894), waar hij vijf jaar voorzitter bij was. In 1902 werd hij priester voor de Trefoldighetskirken (Oslo), van 1914 tot 1920 in de kerk van Ila en van 1922 tot 1924 in de Vår Frue kirke.
Werken:
- 1888: Fra Østen: Reiseerindringer fra Ægypten, Syrien og Palæstina
- 1891: Om Henry Drummond: Kritik og Forsvar : udarbeidet efter forskjellige engelske Kilder
- 1892: Bibelske Spor i Palæstinas Naturforhold, Folkeliv og Fortidslevninger: en Række Bibelillustrationer
- 1892: Kirkehistorie for Folket
- 1895: I de fremmede Havne: Erindringer fra Sømandsmissionen
- 1900: Syng: sangbog for arbeiderforeninger, ungdomslag og afholdsforeninger o.l. : lyrisk tillæg til Kirkeklokken
- 1910: Korsets evangelium: prædikener over tredje rækkes evangelier
- 1916: Paasken i østerlandsk lys
- 1917: Bibelske spor: bibelske optrin og udtryk i østerlandsk lys
- 1922: Den evige stad: en tur til Rom - med utflugt til Pompei : en folkebok (laatste hoofdstuk geschreven door Jacoba Hall)
- 1922: Lars Skrefsrud: en folkebog
- 1925: Østens perle: skildringer fra Ægypten : en folkebok
- 1925: Eventyr i Østerland: en folkebok